# Morgan (Utah)
Morgan è una città degli Stati Uniti d'America, situata nello Utah, nella contea di Morgan.